# Loropéni
Pour l’article homonyme, voir Loropéni (département).
Pour les ruines, voir Ruines de Loropéni.
Loropéni est une commune rurale et le chef-lieu du département de Loropéni dans la province du Poni de la région Sud-Ouest au Burkina Faso. Elle est célèbre pour abriter les ruines de Loropéni, une forteresse inscrite dans la liste du patrimoine mondial de l'UNESCO en 2009.

## Géographie
Loropéni se trouve à environ 30 km à l'ouest du centre de Gaoua, le chef-lieu de la région, et à 17 km au nord-ouest de Kampti. La ville est traversée par la route nationale 11.

## Santé et éducation
Loropéni accueille un centre de santé et de promotion sociale (CSPS) tandis que le centre médical se trouve à Kampti et que le centre hospitalier régional (CHR) de la province se trouve à Gaoua.

## Culture et patrimoine
La forteresse de Loropéni – découverte en 1902 et située à 7 km au sud-ouest de la ville – est la mieux préservée des dix forteresses que compte la région peuplée par l'ethnie Lobi, sans qu'il soit possible de leur attribuer assurément leur construction,. Ces ruines s'inscrivent dans un ensemble plus large comptant une centaine d'enceintes en pierre. En 2009, elles sont inscrites dans la liste du patrimoine mondial de l'UNESCO.